# Charles Sheldon
Charles Sheldon, född 29 september 1665 i Göteborg, död 6 augusti 1739 i Karlskrona, var en svensk fartygskonstruktör och ingenjör. Under perioden 1692–1739 konstruerade han inte mindre än 59 fartyg fartyg av olika storlekar åt Kungliga flottan, varav många byggdes på örlogsvarvet i Karlskrona. Sheldons mest berömda verk är förmodligen det tredäckade linjeskeppet Konung Karl, som sjösattes 1694 och länge var flottans största och slagkraftigaste fartyg. Med Charles Sheldon tog det svenska skeppsbyggeriet stora steg framåt, så att flottan i fortsättningen inte behövde anställa utländska skeppsbyggmästare, vilket tidigare varit vanligt. 

## Biografi
Charles Sheldon föddes 1665 i Göteborg som den yngste av två söner till skeppsbyggaren Francis Sheldon, vilken 1659 invandrat till Sverige från England. Charles Sheldon undervisades först i skeppsbyggeri hos fadern, varefter han reste till England för vidare studier. År 1689 blev Sheldon mästerknekt vid Karlskrona örlogsvarv, där hans äldre bror Fras Johan Sheldon var skeppsbyggmästare. Vid broderns plötsliga död i december 1692 utsågs Charles Sheldon snabbt, trots sin ringa ålder, till hans efterträdare, sannolikt efter påtryckningar från familjens vän amiral Hans Wachtmeister.
När Charles Sheldon började sin tjänst, befann sig varvet mitt i en omfattande nybyggnadsverksamhet, för att ersätta förlusterna flottan lidit under Skånska kriget 1675–1679. Sheldon tog sig an sin ålagda uppgift med stor nit. Under hans ledning byggdes mellan 1693 och 1709 19 linjeskepp, 13 fregatter, fyra bombfartyg och nio brigantiner, förutom ett stort antal mindre farkoster. Sheldon översåg även andra byggnadsarbeten på varvet, däribland Polhemsdockan på Lindholmen, som efter mer än tio års arbete stod färdig 1724. Dockan var den första anläggningen av sitt slag i världen, och kallades av samtiden för "världens åttonde underverk". Sheldon gifte sig den 18 mars 1694 med köpmansdottern Eva Maria Mesterton. Äktenskapet resulterade i flera barn, av vilka yngste sonen Gilbert Sheldon skulle gå i faderns fotspår som skeppskonstruktör.
Sheldons sista år präglades av sjukdom. Efter ett olycksfall måste han bli buren omkring på varvet. År 1739 avled Sheldon i Karlskrona, 73 år gammal. Han efterträddes samma år som skeppsbyggmästare av sonen Gilbert. Charles Sheldon betraktas som en av svenska flottans skickligaste fartygskonstruktörer genom tiderna. Hans fartyg var genomgående välbyggda, och flera av dem fick mycket lång livstid. Ett exempel var det 1696 sjösatta linjeskeppet Enigheten, som inte slopades förrän 1785, efter drygt 90 års tjänst.

## Fartyg (i urval)
- Linjeskeppet Konung Karl (sjösatt 1694).[3]
- Linjeskeppet Enigheten (sjösatt 1696).[2]
- Linjeskeppet Drottning Ulrika Eleonora (1719).[2]
- Linjeskeppet Göta Lejon (sjösatt 1746).[4][a]